# 九宫图
| 4 | 9 | 2 |
| 3 | 5 | 7 |
| 8 | 1 | 6 |

易经之九宫图 （洛书）.

九宫图，即三阶幻方，又称九宫算或洛书。1977年中国考古学家在安徽阜阳县双古堆西汉古墓中发现汉文帝七年（前173年）的太乙九宫占盘，乃是中国汉代幻方的实物。
東漢《數術記遺》也有記載。
南宋杨辉著《续古摘奇算法》中叙述三阶幻方构造法：“九子斜排，上下对易，左右相更，四维挺出，戴九履一，左三右七，二四为肩，六八为足”，比法国数学家Claude-Gaspard Bachet提出的方法早三百余年。
|  | “二九四、七五三、六一八。”——《大戴禮記》 |

## 腳注
1. ↑  《大戴禮記》〈明堂〉篇